# Archidiecezja Chapecó
Archidiecezja Chapecó (łac. Archidioecesis Xapecoënsis) – archidiecezja Kościoła rzymskokatolickiego w Brazylii. Należy do metropolii Chapecó, wchodzi w skład regionu kościelnego Sul IV. Została erygowana przez papieża Piusa XII bullą Quoniam venerabilis w dniu 14 stycznia 1958 i podniesiona do rangi archidiecezji przez papieża Franciszka 5 listopada 2024.

## Główne świątynie
- Katedra: Katedra św. Antoniego Padewskiego w Chapecó

## Biskupi diecezjalni

### Biskupi
- José Thurler (1959–1962)
- Wilson Laus Schmidt (1962–1968)
- José Gomes (1968–1998)
- Manoel João Francisco (1998–2014)
- Odelir José Magri MCCJ (2014–2024)

### Arcybiskupi
- Odelir José Magri MCCJ (od 2024)